# Thomas Wayland Vaughan
Pour les articles homonymes, voir Thomas Vaughan (homonymie) et Vaughan.
Thomas Wayland Vaughan, né le 20 septembre 1870 et mort le 16 janvier 1952, est un géologue et océanographe américain. Il travaille pour l'Institut d'études géologiques des États-Unis et l'United States National Museum et porte ses recherches sur la géologie des Antilles, la zone du canal de Panama et la côte est de l'Amérique du Nord. En 1924, Vaughan devient directeur de l'Institut d'océanographie Scripps, poste qu'il occupe jusqu'à sa retraite en 1936. Son travail de recherche se concentre sur l'étude des coraux et des récifs coralliens, les grands foraminifères et l'océanographie.

## Jeunesse - Formation
Vaughan nait le 20 septembre 1870 à Jonesville, Texas (en) aux États-Unis. Il est l'un des cinq enfants du Dr Samuel Floyd Vaughan et d'Annie R. Hope. Il entre à l'université Tulane, en 1885, avec l'intention d'exercer la médecine, mais finalement il s'intéresse aux sciences physiques et obtient un baccalauréat universitaire en sciences.
De 1889 à 1892, Vaughan enseigne la physique et la chimie à Mount Lebanon (Louisiane). Pendant ce temps, il publie ses premiers articles sur les mollusques et les arbres du nord-ouest de la Louisiane et commence à recueillir des fossiles. Cela l’amène à étudier la biologie à l'université Harvard, où il obtient un baccalauréat en arts en 1893, une maîtrise ès arts, en 1894 et termine son doctorat, en 1903, avec une thèse intitulée Coraux des États-Unis de l'Éocène et de l'Oligocène. Avant d'obtenir son doctorat, il travaille également comme géologue adjoint pour l'institut d'études géologiques des États-Unis, de 1894 à 1903.

## Carrière
Vaughan participe à un certain nombre d'études géologiques des Antilles (1901 et 1914), de la zone du canal de Panama (1911), de la République dominicaine et en République d'Haïti (1919 à 1921), aux îles Vierges, à l'est de Porto Rico (1919) et la côte Atlantique, du cap Cod à la frontière mexicaine (1907-1923).
Plus tôt dans sa carrière, Vaughan publie de nombreux articles et plusieurs monographies sur les coraux et les récifs coralliens. Il fait des recherches sur les coraux de la Floride et ceux des Bahamas (1908-1915) sous les auspices du département de biologie marine de la Carnegie Institution de Washington. Il étudie, plus tard, les grands foraminifères.
En 1924, Vaughan devient le deuxième directeur de l'institution Scripps pour la recherche biologique, proposé par le directeur sortant William Emerson Ritter. Durant le mandat de Vaughan, l'institution est recentrée, pour se concentrer sur l'océanographie et est rebaptisé institut d'océanographie Scripps.
Vaughan crée des programmes en physique, chimie et en géologie océanographique, il accroît le programme de biologie et agrandit les installations de l'institut. Il prend sa retraite en 1936 et est remplacé par Harald Sverdrup.
Tout au long de sa carrière, il siège également à des comités scientifiques dans le cadre du conseil national de la recherche des États-Unis et de l'Académie nationale des sciences. 
Dans les années 1930, tout en servant au comité sur l'océanographie de l'Académie nationale des sciences, Vaughan favorise la création d'un institut d'océanographie Scripps homologue sur la côte Est et le comité encourage la fondation Rockefeller à fournir un million de dollars pour fonder l'institut océanographique de Woods Hole. Un don plus modeste est également accordé aux laboratoires océanographiques de l'université de Washington.

## Vie ultérieure et héritage
Vaughan reçoit plusieurs prix et diplômes honorifiques, dont la médaille Alexander-Agassiz et la médaille Penrose
Dans les années 1930, Vaughan développe un intérêt pour l'art asiatique et l'apprentissage de la langue japonaise pendant que, durant les années soixante, il devient maître de conférence sur l'art asiatique. En 1933, il est reçu en audience privée par l'empereur Hirohito et en 1940, il est décoré de l'ordre du Soleil levant de troisième classe.
En 1947, Vaughan devient partiellement aveugle, après une grave attaque de pneumonie. Il continue à se tenir au courant de la recherche, dans ses domaines d'intérêt, grâce à l'aide d'amis et d'étudiants, qui lui lisent de la littérature scientifique, pendant quelques heures chaque jour.
Vaughan décède d'un accident vasculaire cérébral, le 16 janvier 1952, alors qu'il vit à Washington. Il est enterré dans le cimetière de Concord à Jonesville. 

## Liste partielle des publications
- (en) Thomas G. Thompson, « Liste détaillée des publications de Thomas Wayland Vaughan (page 15 à 41) » [PDF], sur Académie nationale des sciences, 1958 (consulté le 24 mars 2016).
- (en) Vaughan, Thomas Wayland, The Eocene and lower Oligocene coral faunas of the United States : with descriptions of a few doubtfully Creataceous species, Washington, Government printing office, 1900, 263 p.[5]
- (es) Vaughan, Thomas Wayland, Problemas principales de la oceanografia del Pacifico, Madrid, Government printing office, 1932, 32 p.[6]
- (en) Vaughan, Thomas Wayland, A geological reconnaissance of the Dominican republic, Washington, Press of Gibson brothers, inc., 1921, 340 p. (lire en ligne)

## Source de la traduction
- (en) Cet article est partiellement ou en totalité issu de l’article de Wikipédia en anglais intitulé « T. Wayland Vaughan » (voir la liste des auteurs).